# ノネヴォット
ノネヴォット(Nonnevot)は、オランダのリンブルフ州のペイストリーで、期限は17世紀に遡る。シッタートの町が発祥で、伝統的に謝肉祭に関連するものであったが、今日では地域のパン屋で年中売られている。結び目のような形が修道女(nun)のチュニックの背中側の結び目に似ていることから名付けられた。小麦粉、パン酵母、牛乳、食塩、バター、ブラウン・シュガー、ラードを混ぜたパン生地を揚げて作る。